# Сад (фильм, 2008)
«Сад» — комедийный художественный фильм режиссёра Сергея Овчарова по мотивам пьесы А. П. Чехова «Вишнёвый сад». В фильме главным образом задействованы театральные актёры Санкт-Петербурга (за исключением Игоря Ясуловича).

## Сюжет
1904 год. Прекрасный сад помещицы Любови Андреевны Раневской скоро должен быть продан за долги. Лопахин предлагает Раневской единственный выход — разбить землю на участки и отдать их в аренду дачникам. Обитатели поместья праздно проводят время, рассуждая о возможных планах спасения сада. Наступает день торгов. Денег на выкуп сада нет. Лопахин выкупает сад на торгах, чтобы разбить на участки под дачи. Бывшие обитатели поместья больше никому не нужны и разъезжаются кто куда.

## В ролях
- Анна Вартаньян — Любовь Андреевна Раневская
- Светлана Щедрина — Аня, дочь Раневской
- Оксана Скачкова — Варя, приёмная дочь Раневской
- Дмитрий Поднозов — Леонид Андреевич Гаев, брат Раневской
- Роман Агеев — Ермолай Алексеевич Лопахин, купец
- Игорь Ясулович — Фирс, слуга
- Борис Драгилев — Яша, слуга
- Наталия Тарыничева — Дуняша, служанка
- Андрей Феськов — Петр Сергеевич Трофимов, студент
- Евгений Баранов — Семен Пантелеевич Епиходов, конторщик
- Ольга Онищенко — Шарлотта
- Евгений Филатов — Борис Борисович Симеонов-Пищик, помещик

## Съёмочная группа
- Режиссёр — Сергей Овчаров
- Сценарист — Сергей Овчаров
- Композитор — Андрей Сигле
- Оператор — Иван Багаев
- Художник-гример — Жанна Родионова
- художник-постановщик — Дмитрий Малич-Коньков
- Продюсеры — Андрей Сигле, Дмитрий Светозаров
- Компания — Пролайн Фильм

## История
В сценарий фильма вошёл далеко не весь текст пьесы; кроме того, при написании сценария Овчаров использовал замыслы ненаписанных произведений Чехова, наброски которых сохранились в записных книжках. На роль пожилого слуги Фирса, исполненную Игорем Ясуловичем, изначально пробовались и другие актёры, в том числе Юрий Яковлев и Владимир Гостюхин.
Фильм снимался в четвёртом павильоне «Ленфильма». В связи с тем, что снять вишни на натуре было невозможно из-за краткого периода цветения, сад был создан искусственно: на ветки были приклеены тканевые лепестки. Они были сделаны настолько натуралистично, что лошади во время одной из сцен приняли их за настоящие и начали жевать.
Отснятого материала для фильма было больше, чем вошло в прокатную версию. Предполагалось, что полная телеверсия фильма будет четырёхчасовой (по другим данным, шестичасовой), однако по разным причинам, в том числе финансовым, она так и не была смонтирована.

## Художественные особенности
Как отмечал сам режиссёр фильма, в нём есть элементы водевиля и фарса, а также итальянской «комедии дель арте»: так, слуги, отбившиеся за время отсутствия хозяев от рук, — это Коломбина, Пьеро, Арлекин. По мнению кинокритика Дениса Корсакова, Гаев в фильме проассоциирован с Панталоне, а старик Фирс — с Арлекином.

## Показы
- Российская кинофестивальная премьера фильма состоялась 22 июня 2008 года в конкурсной программе 30-го Московского Международного Кинофестиваля.
- Премьера состоялась в Доме Кино в Санкт-Петербурге 27 октября 2008 года.
- На телевидении фильм был показан в ночь на 19 декабря 2008 года на Первом канале в программе А. Гордона «Закрытый показ».

## Рецензии
- Чёрт пошёл коромыслом // В. Кичин, РГ, № 0(4691)
- Сад-фантом, или Чехов снова с нами // А. Тучинская, Искусство кино, № 9, 2008
- За глупым топотанием // В. Хлебникова, Сеанс, 26. 07. 2010